# Dobravlje, Sežana
Dobravlje este o localitate din comuna Sežana, Slovenia, cu o populație de 88 de locuitori.